# ناهو تراشیما
ناهو تراشیما (متولد ۲ مه ۱۹۹۳), بازیکن هاکی روی یخ ژاپنی ایست که سابقه بازی برای باشگاه هاکی دایشین و تیم ملی زنان ژاپن را نیز در کارنامه دارد. او همچنین در مسابقات قهرمانی جهان ۲۰۱۵ (IHF) دا نیز در کارنامه دارد.